# Stephanopis malacostracea
Stephanopis malacostracea är en spindelart som först beskrevs av Charles Athanase Walckenaer 1837.  Stephanopis malacostracea ingår i släktet Stephanopis och familjen krabbspindlar. Inga underarter finns listade i Catalogue of Life.